# Санта-Круз-дель-Норте

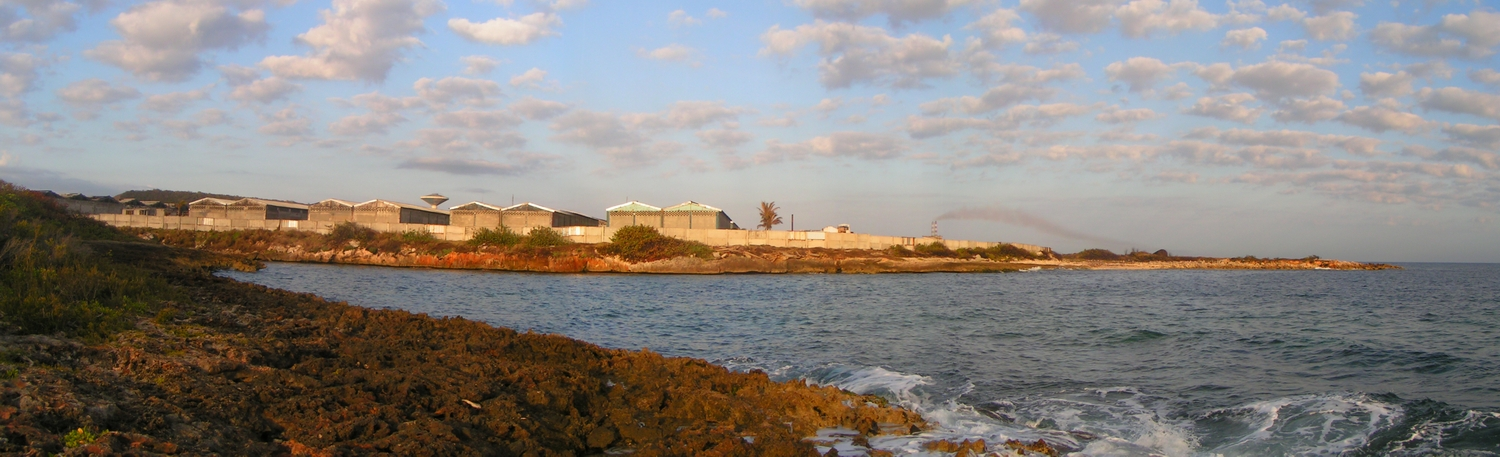
Підприємство з виробництва рому в Санта-Круз-дель-Норте

Санта-Круз-дель-Норте (ісп. Santa Cruz del Norte) - муніципалітет і місто в провінції Гавана на Кубі. Місто засноване в 1800 .
Площа муніципалітету становить 376 км ².  Чисельність населення муніципалітету в 2004  - 32 576 чоловік, а густота - 86.6 чол. / км ². 
Місто Санта-Круз-дель-Норте розташоване на сході провінції, між містами Гавана та Матанзас, в гирлі річки Санта Крус. 
Місто було побудоване рибалками, і отримало статус центру муніципалітету тільки в 1931 році.
У Санта-Круз-дель-Норте знаходиться виробництво рому кампанії Havana Club, тут виробляються всі темні сорти рому.
Крім того в муніципалітеті виробляється електроенергія, добувається нафта і розвинене рибальство.
До складу муніципалітету Санта-Крус-дель-Норте входять райони Бока-де-Харуко, Хібакоа, Аркос-де-Канас і власне Санта-Круз-дель-Норте.
З 24 по 31 липня 2010 року в муніципалітеті відбувся шістдесят другий міжнародний молодіжний конгрес есперанто.

## Демографія
Чисельність населення муніципалітету 32576 осіб (станом на 2004 рік). 

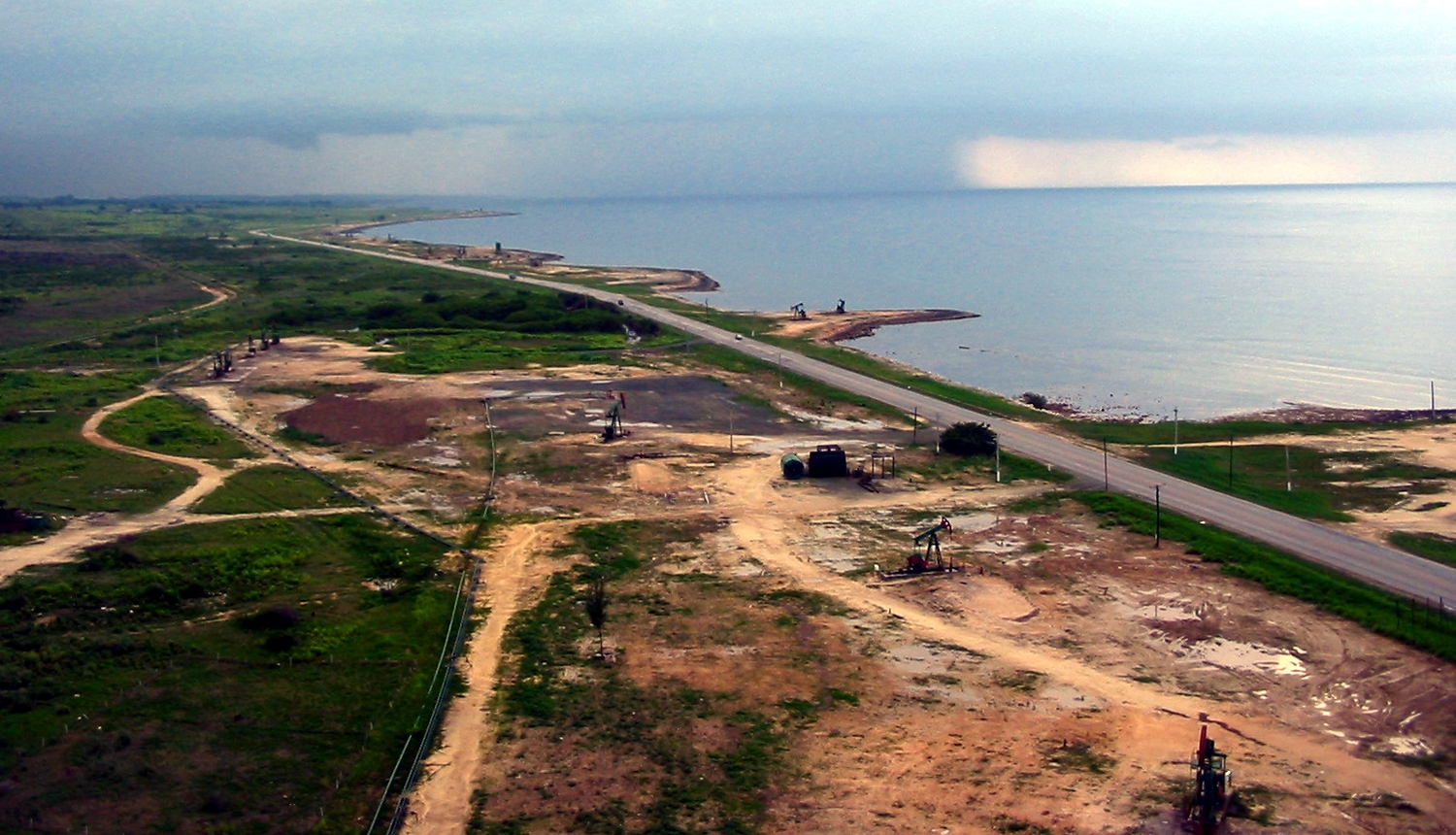
Видобуток нафти в районі Бока-де-Харуко
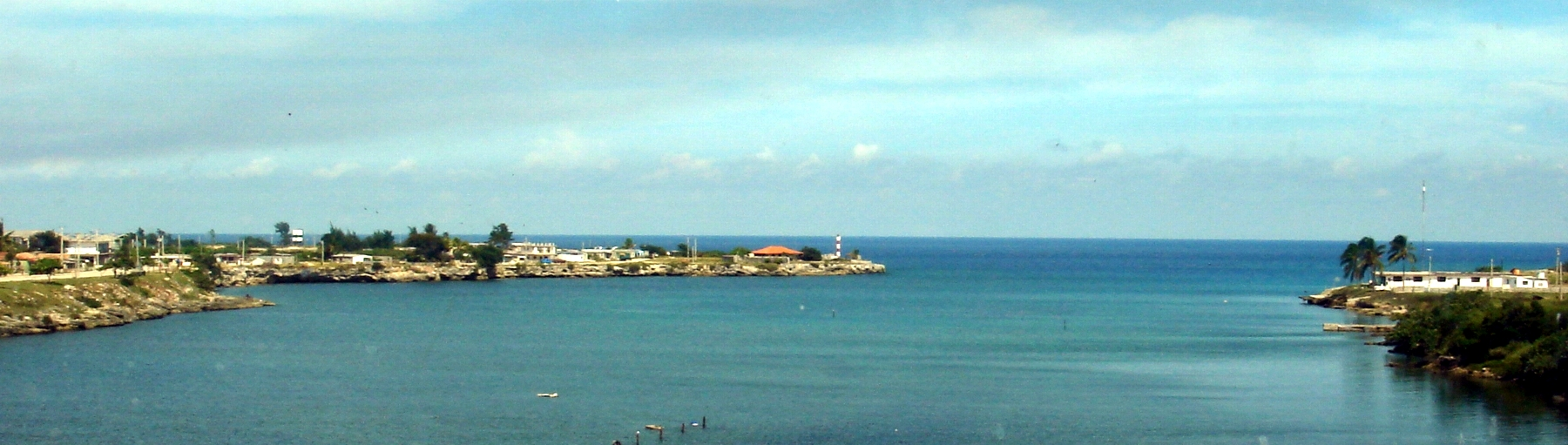
Село в гирлі річки Харуко
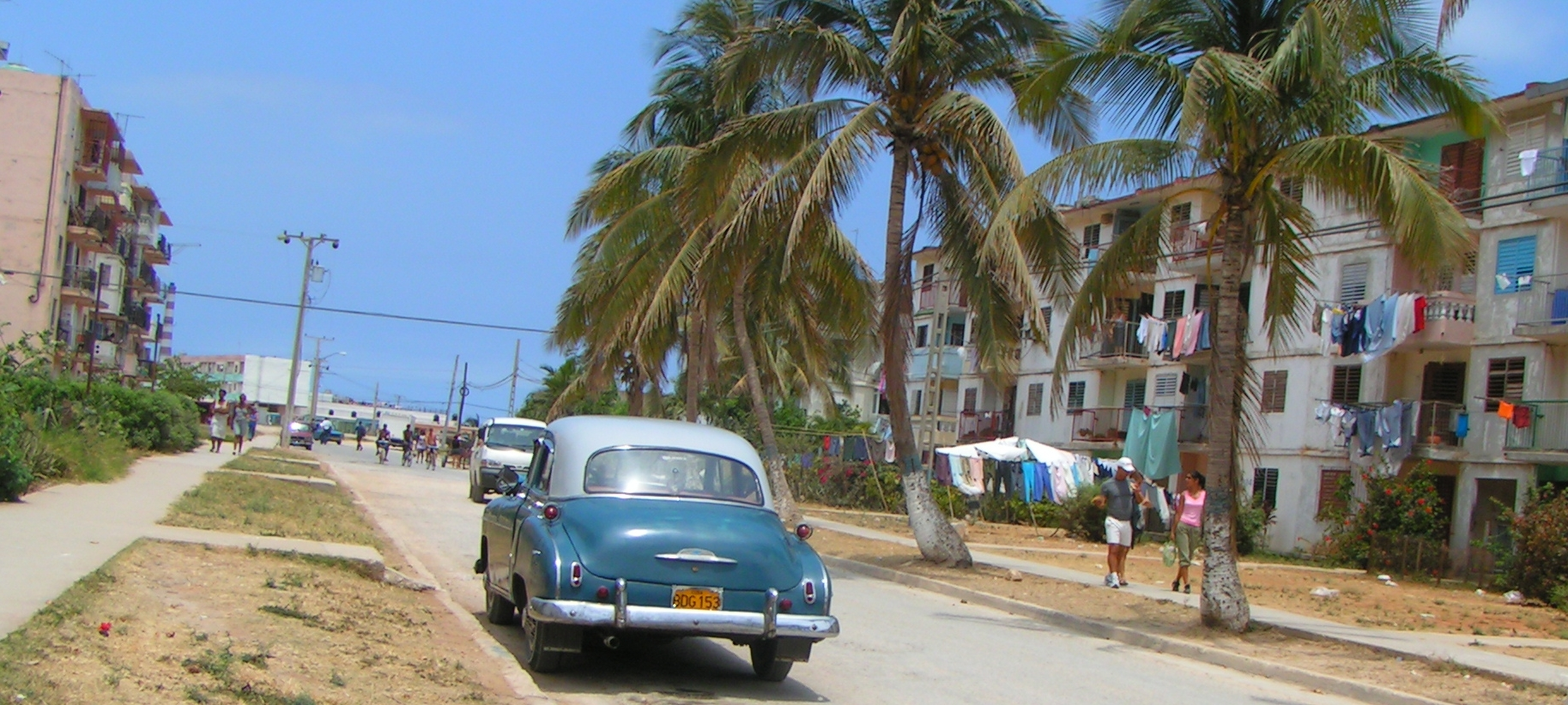
Вулиця в місті Санта-Круз-дель-Норте